# Tân Hiệp (Biên Hòa)
Tân Hiệp is een phường van Biên Hòa, de hoofdstad van de provincie Đồng Nai. Tân Hiệp ligt aan de Quốc lộ 1A.
Een van de bekendste bouwwerken in Tân Hiệp is het Đồng Naistadion.